# Vipstjerter
Motacilla (vipstjerter) er en slægt af spurvefugle, hvor alle cirka 12 arter findes i Afrika og Eurasien. En enkelt art, alaskavipstjert, findes også i Alaska i Nordamerika.
Vipstjert-arterne i slægten Motacilla har en lang hale, der er afrundet og med ret smalle styrefjer. Fjerdragtens udseende er forskellig mellem kønnene og mellem unge og gamle fugle. Slægtsnavnet Motacilla kommer af det latinske motare = 'at bevæge sig'. Det hentyder til arternes vippen med halen.

## Arter
Nogle af de omkring 12 arter i slægten Motacilla
- Gul vipstjert, Motacilla flava
- Citronvipstjert, M. citreola
- Bjergvipstjert, M. cinerea
- Hvid vipstjert, M. alba
- Afrikansk vipstjert, M. aguimp
- Afrikansk bjergvipstjert, M. clara
- Indisk vipstjert, M. maderaspatensis